# 服务器农场

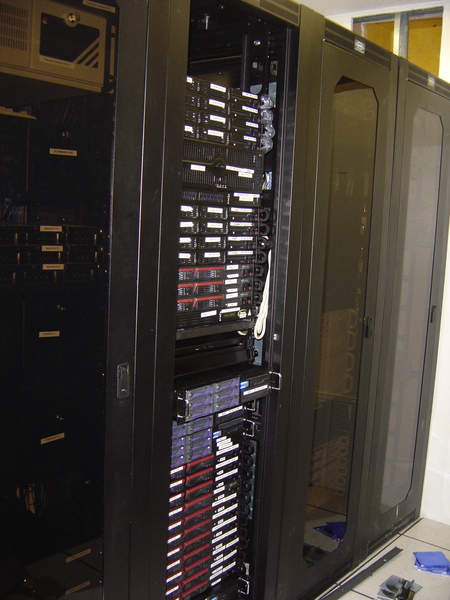
维基媒体基金会的服务器农场中的一排机架。

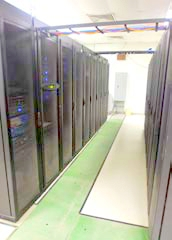
這個伺服器農場主要承擔 Joint Task Force Guantanamo的部分運算作業。

服务器农场（Server farm）或服务器集群（Server cluster）是计算机服务器的一个集合-通常被一个组织维护，所提供的服务器功能方面远远超过单个服务器的能力。服务器农场往往由几千个计算机构成，这需要大量的电力来运行，并保持服务器的冷却。在最佳的性能水平上，服务器农场具有在财政的和环境的与其关联的巨大成本。服务器农场通常具有备份服务器，在主服务器故障的情况下，备份服务器可以接管主服务器的功能。服务器农场一般是搭配有网络交换机和或路由器，在群集不同部分与在集群用户之间能够互相通信。服务器农场通常把计算机，路由器，电源，以及相关的电子产品都装入在服务器机房或数据中心的19英寸机架中。

## 应用
服务器农场通常用于集群计算。许多现代的超级计算机是连接高速处理器的巨型服务器农场构成，通过千兆位以太网，或定制的互连例如InfiniBand或Myrinet。网页寄存是服务器农场的一种常见应用；这种系统有时被统称为一个网站农场（Web farm）。服务器农场的其他用途包括科学模拟（例如计算流体力学）和三维电脑的渲染生成图像。

## 性能
最大的服务器农场（超过数千个处理器）的性能通常受限于数据中心的冷却系统的性能，和总电力成本，而不是受限于处理器性能。在服务器场的计算机是全天候的24/7运行，并消耗大量的电力，因为这个原因，大型和连续系统的关键设计参数往往是效能功耗比（Performance per watt），而不是峰值性能或峰值性能/（单位*初始成本）。

## 参看
- 刀片服务器（Blade server）
- 数据中心
- 着色农场（Render farm）
- 農場